# Golpe de Estado de 1809 na Suécia
O Golpe de estado de 1809 (em sueco: Statskuppen 1809) foi um levantamento contra o rei Gustavo IV Adolfo, que resultou na sua abdicação e subida ao trono do seu tio Carlos XIII. 

Na sequência dos acontecimentos foi adotada a Constituição de 1809, pela qual foi introduzida a monarquia constitucional na Suécia. 